# تیموتی بارنز
تیموتی بارنز (انگلیسی: Timothy Barnes؛ زادهٔ ۱۳ مارس ۱۹۴۲) مورخ اهل بریتانیا است.
وی همچنین برندهٔ جوایزی همچون عضو آکادمی بریتانیا و کمک‌هزینه گوگنهایم شده‌است.